# Quebonafide
Quebonafide, właściwie Kuba Grabowski (ur. 7 lipca 1991 w Ciechanowie) – polski raper, piosenkarz, autor tekstów, przedsiębiorca i wydawca. Oprócz prowadzenia działalności solowej występował również w duetach Yochimu (z Fuso) oraz Taconafide (z Taco Hemingway'em). Założyciel wytwórni muzycznej QueQuality.
Trzy albumy Quebonafide: Egzotyka, Soma 0,5 mg (w ramach Taconafide) i Romantic Psycho wyróżniono diamentową płytą, co oznacza, że nakład każdej z nich przekroczył 150 000 egzemplarzy. Trzykrotny laureat Fryderyka, siemdiokrotnie nominowany.

## Wykształcenie
Studiował filozofię i socjologię na Uniwersytecie Warszawskim, a w 2022 roku rozpoczął studiowanie technologii żywności w Szkole Głównej Gospodarstwa Wiejskiego.

## Kariera muzyczna

### 2008–2014: Początki
Początkowo był członkiem duetu Yochimu, który współtworzył z raperem i producentem Fuso. Od 2008 pod tą właśnie nazwą wydali trzy albumy: Pierwsze cięcie, Drugie cięcie oraz Flow witam. W 2012 pojawiał się na bitwach freestylowych. Z czasem przyciągnął uwagę środowiska hip-hopowego. Wygrał m.in. Bitwę o koniec świata oraz był finalistą Wielkiej Bitwy Warszawskiej. Zajął również drugie miejsce na Raciąż Freestyle Battle oraz Bitwie o wrzesień. Popularność zdobył jednak w 2013, wydając mixtape Eklektyka 31 lipca nakładem wytwórni SB Maffiji. Quebo po wydaniu mixtape zaczął być rozpoznawalny w polskim środowisku hip-hopowym oraz zapraszany na trasy koncertowe, które grał wraz z SB Maffiją. Zaczął się pojawiać gościnnie u coraz większej liczby raperów, 18 listopada 2013 światło dzienne ujrzał singel „Tarot” z gościnnym udziałem Justyny Kuśmierczyk, a 31 grudnia 2013 wraz z raperem Eripe wydał płytę nielegal pt. Płyta roku. Płyta uzyskała pozytywny odbiór wśród odbiorców. W 2014 Quebonafide po wystąpieniu na płycie Utopia Pawbeatsa w utworze „Euforia” odnotował wzrost popularności. Utwór był nadawany w radiach RMF, Eska, Polskie Radio Szczecin oraz Polskie Radio Trójka. Piosenka dotarła do 3. miejsca listy Hop Bęc radia RMF.

### 2014–2015:Ezoteryka

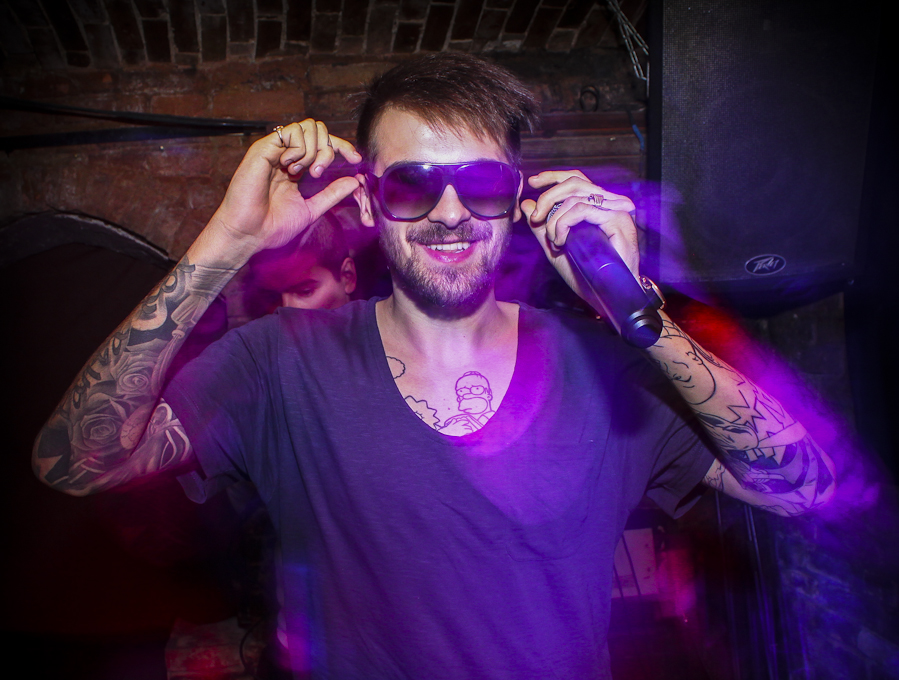
Quebonafide podczas koncertu w Słupsku, 2015

W 2014 wydał singel „Żadnych zmartwień”, w którym gościnnie udzielili się Kuban oraz Kuba Knap i tym samym raper zapowiedział swój pierwszy oficjalny album. 1 kwietnia 2014 raper wydał drugi singel „Hype”. 15 lipca opublikował klip do numeru „Hype” i założył wytwórnię QueQuality wraz ze sklepem odzieżowym, a 28 lipca został wydany trzeci singel „Ciernie” z gościnną zwrotką Deysa. 19 listopada światło dzienne ujrzał singel „Carnival”. 2 grudnia 2014 wyszedł singel „Trip”. 20 grudnia podczas koncertu rapera w warszawskim klubie niePowiem na scenę wepchał się raper Pih i zabierając mikrofon krzyczał „To nie jest hip-hop i nigdy nim nie będzie”, po czym został zabrany przez ochroniarzy klubu. 22 grudnia 2014, przez niedopilnowanie producentów, płyta została nielegalnie opublikowana w internecie w niedopracowanej wersji. Mimo usilnych prób usuwania z internetu utworów, płyta była dostępna do pobrania. 17 lutego 2015 ruszyła przedsprzedaż płyty, ujawniono datę premiery, a raper zapowiedział, że do płyty zostanie dodany mixtape Erotyka. Również 17 lutego premierę miały cztery single „Voodoo”, „Kyrie Eleison” z gościnnym udziałem rapera Guziora, „Powszechny i śmiertelny” oraz „Ile Mogłem” z gościnnym udziałem K-Leah.
27 marca 2015 wydał debiutancki album pt. Ezoteryka, z którym zadebiutował na 1. miejscu najlepiej sprzedających się płyt w Polsce – OLiS. Wydawnictwo osiągnęło status złotej płyty, rozchodząc się w nakładzie ponad 15 tys. egzemplarzy. Album był nominowany do tytułu Polskiej Rap Płyty 2015 w plebiscycie WuDoo i Hip-hop.pl. Singel z płyty „Hype” dostał nominacje do sztosów 2014 oraz do Polskiego Singla Rap 2014 w plebiscycie WuDoo i Hip-hop.pl. Po premierze płyty raper wyruszył w swoją pierwszą trasę koncertową Ezoteryka Tour. Album znalazł się na 41. miejscu najlepiej sprzedających się płyt w Polsce. 2 grudnia 2015 raper nagrał minialbum wspólnie z raperem Białasem, który został udostępniony bezpłatnie na kanale YouTube. Płyta w wersji CD została dołączona w przedsprzedaży do albumu Białasa pt. Rehab. Minialbum początkowo wydany w nakładzie tysiąc sztuk, ze względu na zainteresowanie powiększony do 3 tys.

### 2015–2018:Egzotyka

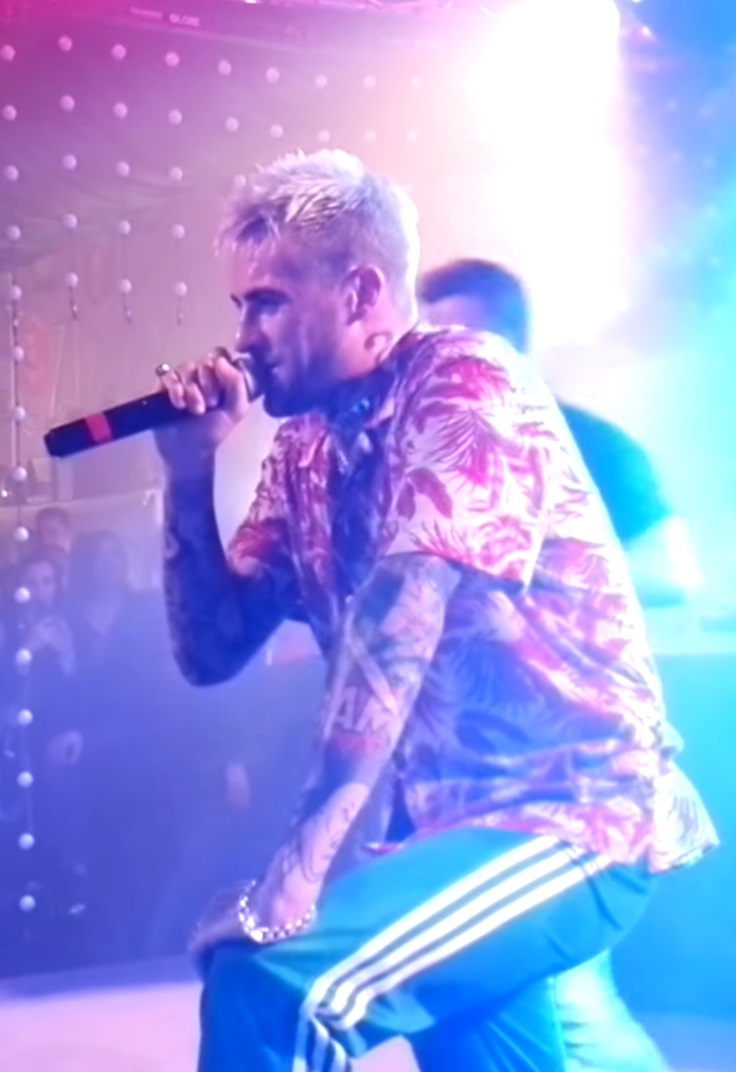
Quebonafide podczas koncertu we Wrocławiu, 2017

1 kwietnia 2015 zdradził, że jego nowa płyta będzie miała tytuł Egzotyka, na której każdy utwór będzie opisywał inną część świata wraz z teledyskiem zrealizowanym w danym regionie. 18 listopada 2015 wyszedł pierwszy singel „Oh my Buddha” wraz z klipem zrealizowanym w Tajlandii, a 18 lutego drugi singel „Quebahombre” z klipem zrealizowanym w Meksyku. Utwór dotarł do 14. miejsca w notowaniu radia RMF. 17 maja 2016 ukazały się dwa single „Szejk” oraz „Bollywood” z gościnnym udziałem Czesława Mozilla, pierwszy kręcony w Dubaju, drugi w Indiach. 17 czerwca 2016 ukazał się album kompilacyjny wytwórni QueQuality Hip-hop 2.0, debiutując na 3. miejscu listy OLiS. 10 lipca 2016 wydał piąty singel promujący płytę, „Luís Nazário de Lima” z klipem kręconym w Brazylii. 27 października 2016 wydał singel „Madagaskar” z klipem zrealizowanym na Madagaskarze. Z piosenką dotarł do 1. miejsca w notowaniu stacji Hip-hop.tv. 11 listopada wystąpił gościnnie u afrykańskiego rapera iFani w utworze „Sushi Dip”. Utwór emitowany był w stacji MTV.
11 kwietnia 2017 wydał singel „Changa” z gościnnym udziałem rapera iFani, teledysk nakręcono w Południowej Afryce. Tego samego dnia rozpoczęła się przedsprzedaż płyty, ogłoszono datę premiery albumu oraz ukazała się okładka płyty wraz z tracklistą. 18 kwietnia 2017 ukazał się kolejny singel „C’est la vie” wraz z klipem zrealizowanym w Paryżu, a 28 kwietnia kolejny singel „Zorza” tym razem kręcony na Islandii. Piosenka dotarła do 1. miejsca w notowaniu stacji Hip-hop.tv. 2 maja wydał singel „Między słowami” wraz z kanadyjskim raperem Young Lungs, teledysk kręcony był w Japonii. Tydzień później zaprezentował singel „Arabska noc” z gościnnymi zwrotkami raperów Solar oraz Wac Toja, klip zrealizowano w Maroku. 16 maja wydał singel „To nie jest hip-hop” z gościnnym udziałem amerykańskiego rapera KRS-One wraz z teledyskiem zrealizowanym w Stanach Zjednoczonych. Tydzień później, 23 maja zaprezentował singel „Bumerang” kręcony w Australii, a 6 czerwca – singel „Odyseusz” z klipem zrealizowanym w Polsce, tym samym cała płyta została wydana jako single.
Album już przed premierą w przedsprzedaży zamówiło 30 tys. osób, tym samym album uzyskał status platynowej płyty. Płyta zadebiutowała na 1. miejscu listy najlepiej sprzedających się płyt w Polsce – OLiS i utrzymywała się na 1. miejscu przez trzy tygodnie. Płyta był również najlepiej sprzedającym się albumem w Polsce w czerwcu oraz drugą najlepiej sprzedającą się w lipcu w 2017. Do albumu w przedsprzedaży dołączone są mixtape „Dla fanów Eklektyki EP” oraz „Dla fanek Euforii EP” dołączane w zależności od płci. 30 sierpnia wydał minialbum pt. No To Bajka EP, który nagrał wraz z producentem Matheo. Przewodnim motywem płyty są elementy z bajek Disneya. Cały nakład płyty został wysprzedany w rekordowym czasie, w niecałą godzinę. Album Egzotyka został najlepiej sprzedającym się albumem w Polsce w 2017 oraz został nominowany do Bestsellerów Empiku 2017 w kategorii Muzyka Polska. Raper nie otrzymał nominacji do Fryderyków 2018 za płytę Egzotyka w kategorii „album roku hip-hop”, co było szeroko krytykowane w mediach i na portalach społecznościowych.

### 2018–2019: Taconafide, przerwa w karierze
W październiku 2017 ogłosił chwilowe zawieszenie działalności w mediach społecznościowych. W wywiadzie przyznał, że ma to mu pomóc w pracy nad nową płytą. W 2018 media obiegła informacja, jakoby artysta miał nagrać wspólny album wraz z raperem Taco Hemingwayem. W marcu 2018 plotki zostały potwierdzone przez raperów. 16 marca 2018 na kanale QueQuality pojawił się pierwszy singel promujący wspólny album, który nosi tytuł „Art-B”, tym samym podano nazwę albumu, która brzmi SOMA 0,5 mg, zapowiedziano jego premierę na 13 kwietnia 2018 oraz wystartował preorder albumu na specjalnej na to przygotowanej stronie. Ledwo kilka godzin po publikacji utwór osiągnął pierwsze miejsce w karcie „Na czasie” w serwisie YouTube. Artyści postanowili wydać album pod nazwą Taconafide, czyli kombinacji ich pseudonimów. Raperzy zapowiedzieli wspólną trasę koncertową promującą płytę po Polsce pt. Ekodiesel Tour. 22 marca 2018 wydali drugi singel wraz z klipem o nazwie „Tamagotchi”. Utwór pobił rekord Eda Sheerana w kategorii najczęściej słuchanego singla w Polsce w serwisie Spotify. Sam utwór utrzymywał się tydzień na 1. miejscu karty czasu serwisu YouTube osiągając ponad 2 miliony wyświetleń w 24 godziny. 27 marca ujawnili dodatki do edycji limitowanej oraz zagadkowe grafiki zapowiadające gościnne występy na albumie dodatkowym. 1 kwietnia podali całą tracklistę głównego albumu oraz bonusowego o nazwie „0,25 mg”. Ujawnili też producentów oraz gości na dodatkowym CD, którymi zostali: Bedoes, Kękę, Paluch, Kaz Bałagane, Dawid Podsiadło oraz Białas. 4 kwietnia wydali kolejny singel, „Metallica 808”, a pięć dni później – singel „Kryptowaluty” wraz z klipem.

13 kwietnia premierę miał ich album pt. Soma 0,5 mg. Parę dni później na serwisach streamingowych oraz kanałach artystów na YouTube został udostępniony również dodatkowy materiał dodawany do płyty pt. 0,25 mg. Album zadebiutował na 1. miejscu polskiej listy przebojów – OLiS, sprzedając się w ponad 30 tys. egzemplarzy zdobywając tym samym status platynowej płyty. Płyta był również najlepiej sprzedającym się albumem w Polsce w kwietniu oraz w maju w 2018. 4 lipca albumowi przyznano status podwójnej platynowej płyty za sprzedaż 60 tys. egzemplarzy. Płyta była również najlepiej sprzedającym się krążkiem pierwszego półrocza w Polsce. 6 lipca raperzy wystąpili na festiwalu Open’er Festival w Gdyni, zapowiadając uprzednio, że będzie to ich ostatni koncert w duecie. Według medialnych relacji, raperzy zgromadzili kilkudziesięciotysięczną publiczność, porównywalną z największymi gwiazdami wieczoru, zespołem Gorillaz, a zarazem największą spośród polskich wykonawców w historii Open’era. 

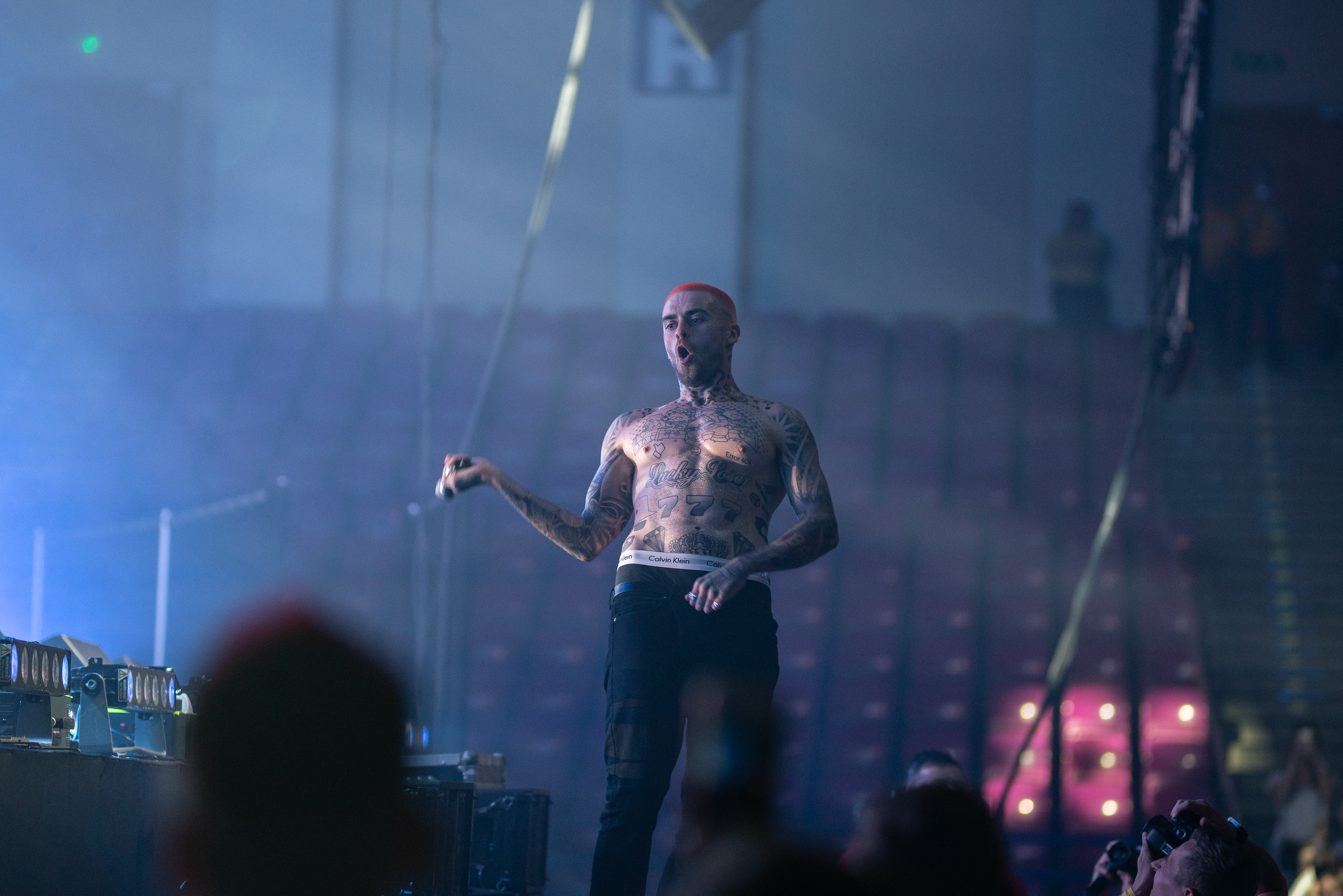
Quebonafide podczas koncertu Taconafide, 2018

8 września 2018 ogłosił, że robi przerwę od muzyki z powodu śmierci bardzo ważnej dla niego osoby – Maca Millera, któremu jak sam ogłasza w swoim poście, zawdzięcza to, gdzie znajduje się obecnie („Postać bez której nie byłoby w moim życiu tego wszystkiego co jest teraz”). 13 października podczas Quefestivalu w Katowicach odebrał certyfikat potrójnej platynowej płyty za sprzedaż Egzotyki w ponad 90-tysięcznym nakładzie. 19 października 2019 podczas Quefestivalu w Katowicach odebrał diamentową płytę za sprzedaż Egzotyki w ponad 150-tysięcznym nakładzie. Również w 2019 status diamentowy uzyskała również płyta Soma 0,5 mg. 28 września 2019 wystąpił gościnnie na koncercie Dawida Podsiadły oraz Taco Hemingwaya na wyprzedanym stadionie narodowym.

### 2020:Romantic Psycho
7 lutego 2020 roku ukazał się pierwszy singel pt. Romantic Psycho, gdzie wspólnie z Taco Hemingwayem, raper rozliczył się z przeszłością. 10 lutego ukazuje się kolejny singel również w klimacie depresyjnym wraz z teledyskiem pt. Jesień z gościnnym udziałem Natalii Szroeder oraz rozpoczęła się przedsprzedaż albumu pt. Romantic Psycho. Raper w teledysku oraz na okładce albumu pokazał całkiem odmieniony wizerunek, zniknęły z jego ciała tatuaże, a samym wyglądem upodobnił się do siebie za czasów studenckich. 15 lutego 2020 muzyk wystąpił w Dzień dobry TVN, gdzie przedstawił nowy wizerunek. Raper znany zazwyczaj ze swojego szalonego i wybuchowego charakteru, przedstawił się jako cichy i nieśmiały chłopak. Raper również ogłosił swoją trasę koncertową promującą album pt. Romantic Psycho Experience, sam raper nazwał ją „doświadczeniem”, a nie trasą koncertową. Raper zapowiedział również swój udział w programie Jeden z dziesięciu oraz występ u Kuby Wojewódzkiego. Z powodu epidemii koronawirusa trasa, jak i odcinki w którym miał pojawić się raper zostały przełożone na inny termin. Swój nowy wizerunek muzyk przedstawił również na Instagramie ukazując komiczne i niepasujące do gwiazdy zdjęcia. 13 marca ukazuje się trzeci singel pt. Przytobie, gdzie raper zaatakował polskich stand-uperów, celebrytów oraz podziały w polskim hip-hopie. Muzyk początkowo zapowiedział premierę albumu na 20 marca, jednak po kilku dniach wypowiedział się, iż pomylił datę premiery i album ukaże się 27 marca 2020 roku. 27 marca ukazała się płyta.
1 kwietnia 2020 ukazuje się singel pt. Szubienicapestycydybroń, z teledyskiem, którym Quebonafide porzuca styl cichego chłopca, a na jego ciele znowu pojawiają się tatuaże. W singlu atakuje m.in. aktora Sebastiana Fabijańskiego, a pomiędzy drugą zwrotką a refrenem pojawił się fragment parodiujący programy typu talk-show. Janusz Chabior był prowadzącym, który starał się przeprowadzić wywiad z Quebo. Tym samym okazuje się, że pierwsza płyta była tylko limitowanym dodatkiem, a właściwa płyta zaczyna dochodzić do odbiorców i pojawiła się na streamingach. Album został podzielony na dwie wersje, pierwsza japońska z trzema dodatkowymi numerami, dostępna do zamówienia na stronie wytwórni rapera. Druga jest wersją europejska, została dostępna do kupienia we wszystkich sklepach muzycznych. Romantic Psycho zadebiutowało na pierwszym miejscu OLiS a sam zapełnił całe podium listy, Egzotyka trafiła na drugie miejsce, zaś Ezoteryka na trzecie. Łącznie naraz na OLiS trafiło pięć płyt rapera, więcej płyt naraz, siedem, miał tylko Taco Hemingway. Romantic Psycho znalazł się na pierwszym miejscu listy pięć razy, co jest historycznym wynikiem w polskim hip-hopie. Płyta, tak samo jak dwie poprzednie (Egzotyka i Soma 0,5 mg) już w przedsprzedaży rozeszła się w 30 tys. egzemplarzy zdobywając status platynowy. Oficjalne przyznanie platynowej płyty miało miejsce 30 kwietnia 2020, zaś 13 sierpnia płyta uzyskała status podwójnie platynowej za sprzedaż 60 tys. egzemplarzy. Płyta była również najlepiej sprzedającą się płytą w kwietniu w Polsce, oraz drugą najlepiej sprzedającą się w maju. Płyta odniosła również wysokie wyniki streamingowe, w serwisie YouTube, każdy kawałek z płyty ma ponad milion odsłon, w tym najwięcej Bubbletea, 37 mln oraz Szubienicapestycydybroń, 25 mln. W ramach promocji płyty raper wydał film dokumentalny pt. Quebonafide: Romantic Psycho Film, w którym artysta ukazuje prace nad tworzeniem nowego albumu oraz kulisy akcji promocyjnej. Film został wyświetlony w kinach, a bilety zostały wysprzedane już w przedsprzedaży.

### 2024–2025: singiel „Futurama 3 (fanserwis)”, album i filmPółnoc / Południe, ostatni koncert
21 listopada 2024 wydał singel „Futurama 3 (fanserwis)” wraz z teledyskiem w reżyserii Andrzeja Dragana. Piosenka dotarła do pierwszego miejsca notowania OLiS – single w streamie i została nagrodzona Fryderykiem 2025 w kategorii singiel roku hip hop. 
26 czerwca 2025 odbyła się biletowana internetowa transmisja filmu muzycznego Północ / Południe, w którym wystąpił i zaprezentował premierowe utwory. 27 i 28 czerwca 2025 zagrał dwa pożegnalne koncerty na stadionie PGE Narodowym w Warszawie. 4 lipca 2025 wydał album studyjny Północ / Południe.

## Działalność pozamuzyczna
12 września 2016 wystąpił w roli komentatora sportowego na kanale Canal+ Sport. W sierpniu 2018 dołączył do klubu piłkarskiego KTS Weszło.
Wystąpił w reklamie promującej nową kampanię firmy odzieżowej Nike (2017).
Wiosną 2019 wraz z Kubą Stemplowskim wydał książkę pt. „Egzotyka. Wywiad-rzeka”, opisującą podróż rapera przez 70 krajów, które zwiedził podczas prac nad płytą Egzotyka.
1 kwietnia 2020 Quebonafide był gościem Kuby Wojewódzkiego w jego programie „250m² Kuby Wojewódzkiego”. W wywiadzie Kuba opowiadał o jego zniknięciu, życiu w kwarantannie od czasu jego zniknięcia i o płycie „Romantic Psycho”.
3 kwietnia 2020 był gościem Tomasza Smokowskiego w „Kanale Sportowym” na YouTube, w którym raper odpowiadał na pytania prowadzącego i widzów, które krążyły wokół jego działalności muzycznej i zamiłowania do sportu.
Wystąpił w programie „Creeps” Ciechanowskiej Telewizji Kablowej (CTK), w którym zarobił 1 mln zł od serwisu Allegro. Cały dochód z tej akcji oraz dochód ze sprzedaży swoich ubrań na allegro.pl przeznaczył na zakup instrumentów dla dzieci i młodzieży z Orkiestry Dętej OSP w Ciechanowie, wsparcie schroniska dla zwierząt (zakup boksów) w Pawłowie, zakup aparatu do nieinwazyjnego wspomagania oddechu u noworodków na potrzeby Specjalistycznego Szpitala Wojewódzkiego w Ciechanowie oraz na remont i wyposażenie siedziby Towarzystwa Przyjaciół Dzieci w Ciechanowie, a także wspomógł fundację „Dajemy Dzieciom Siłę”
W 2023 wraz z rysowniczką Meago stworzył komiks pt. „Miss Ti”.
11 kwietnia ukazał się teledysk Sobla "BALASANA" reżyserii Kuby Grabowskiego

## Życie prywatne
Był w jedenastoletnim związku z Roksaną Kwiatkowską, która była odpowiedzialna za jego wizerunek we wczesnych latach kariery. Zaangażowana była również w rozwój jego wytwórni QueQuality. Nagrał dla niej piosenki takie jak m.in. „Love”, „Candy” czy „Bogini”, do którego nakręcił teledysk wspólnie z partnerką w erotycznej scenerii. Był też w związku z Natalią Szroeder, która zaśpiewała gościnnie w takich piosenkach Quebonafide jak „Jesień” czy „TęsknięZaStarymKanye” z albumu Romantic Psycho. Obecnie jest w związku z aktorką Martyną Byczkowską.

## Nagrody i wyróżnienia
Siedmiokrotnie nominowany do nagrody Fryderyków, w tym trzykrotny laureat, w tym w kategorii Album roku hip-hop za płytę Soma 0,5 mg.  Dwa razy nominowany do nagrody Bestsellerów Empiku w kategorii Muzyka polska za albumy Soma 0,5 mg oraz Egzotyka. Trzykrotnie nominowany do tytułu Onet najlepsi oraz dwanaście razy nominowany w plebiscycie Plebiscyt WuDoo/Hip-Hop w tym raz wygrana za album Soma 0,5 mg.
W maju 2018 podczas koncertu w Ciechanowie został odznaczony medalem „Za Zasługi dla Ciechanowa”, który otrzymał z rąk prezydenta miasta, Krzysztofa Kosińskiego.

## Dyskografia
Albumy studyjne
- Ezoteryka (2015)
- Egzotyka (2017)
- Soma 0,5 mg (w ramach Taconafide) (2018)
- Romantic Psycho (2020)
- Północ / południe (2025)

## Filmografia
W ramach promocji płyty Romantic Psycho został wyprodukowany film dokumentalny Quebonafide: Romantic Psycho Film (2020), w którym artysta ukazał m.in. prace nad tworzeniem nowego albumu. Film był wyświetlany w kinach.

## Trasy koncertowe
Solowe
- Ezoteryka Tour (2015−2016)[38]
- Egzotyka Tour (2016−2018)[146]
- Quebonafide On Tour (2018)[147]
- Romantic Psycho Experience (2020)[106]
- PSYCHO RELATIONS (2022)[148]

Współpraca
- Zamknij mordę tour (razem z Dwa Sławy i Kubanem) (2015)[149]
- Ekodiesel Tour (w ramach Taconafide) (2018)[82]

## Książki
- Egzotyka. Wywiad-rzeka (2019)[138]